# El caballero de los Siete Reinos
El caballero de los Siete Reinos (título original en inglés: A Knight of the Seven Kingdoms) es el título que recibe la recopilación de tres cuentos escritos por George R. R. Martin (El Caballero Errante, La espada Leal y El Caballero Misterioso). Estos cuentos forman parte de una serie de novelas cortas del mismo autor, precuela de la saga principal de Canción de Hielo y Fuego, llamada los Cuentos de Dunk y Egg.

## Publicación
Fue publicado el 6 de octubre de 2015 por Bantam Spectra y Harper Collins Voyager en EE. UU. y Reino Unido y el 4 de septiembre por Ediciones Gigamesh en España con ilustraciones realizadas por Gary Gianni. Una edición recopilatoria de las tres novelas cortas fue publicada por Penguin Random House en mayo de 2015 para Latinoamérica (México, Perú, Uruguay, Colombia, Argentina y Chile), aunque sin incluir ilustraciones de ningún tipo ni otro material adicional. Es la primera versión en español de El Caballero Misterioso en aparecer en el mercado mundial.
La intención original era publicar todas las novelas de Dunk y Egg en una serie de antologías, tal como se hizo con los tres primeros cuentos. Después de eso, se suponía que debían ser recogidos en un gran libro. En el momento en que El Caballero Misterioso fue publicado, sin embargo, quedó claro que las historias eran muchas y demasiado extensas para seguir el plan original. En su lugar, se pensó hacer una serie de colecciones recopilando los Cuentos Dunk y Egg.
El título "El Caballero Errante" fue el primer título que se consideró para la recopilación. Pero dado que ya existía confusión entre la novela corta y la novela gráfica del mismo nombre, este título no fue elegido. En su lugar, la primera colección se titula El caballero de los Siete Reinos.

## Argumento
Los tres cuentos hablan sobre las aventuras de ser Duncan el Alto y su escudero Egg, sin embargo, en cada uno de ellos hay un conflicto principal.
- El Caballero Errante: la historia comienza durante el reinado de Daeron II Targaryen, noventa años antes de los eventos transcurridos en Juego de tronos. Cuenta la historia de cómo Dunk se convirtió en un caballero errante y conoció a su escudero, un joven llamado Egg, quien resulta ser más de lo que aparenta. El resto de la obra narra los sucesos acaecidos en el Torneo de Vado Ceniza, en el que Dunk debuta como competidor en las justas, y que termina con un poco común juicio por combate con media realeza involucrada. Al término del torneo, Egg continuará acompañando a Dunk en sus aventuras por Poniente como caballero errante.
- La Espada Leal: los Siete Reinos están en un estado de caos. Una plaga devastadora, la Gran Epidemia Primaveral, se ha llevado a cientos de miles de personas, incluido el rey, pasando a ser ocupado el trono por su hermano Aerys I Targaryen. En esta historia, con el trasfondo de la Primera Rebelión Fuegoscuro, la ancestral Casa Osgrey es condenada a vivir de la caridad en un aislado torreón. Su vecina, Lady Rohanne de la Casa Webber, asola sus tierras provocando una gran sequía. Dunk y su escudero Egg viajan por las tierras del Dominio, y se convierten en espadas leales de Ser Eustace Osgrey, hasta que finalmente tratarán de solucionar el conflicto ocasionado.[7]
- El Caballero Misterioso: los Siete Reinos gozan de un período de paz, pero hay cierta inquietud bajo el rey Aerys I y su Mano, Lord Brynden Ríos. Hombres del Hierro están atracando en la costa oeste, y hay rumores recientes de que se avecina una nueva amenaza de los Pretendientes Fuegoscuro. Dunk y Egg están viajando al norte desde Tiesa con esperanzas de ver el Muro, pero les llega la noticia de que va a celebrarse un torneo en Murosblancos. La celebración de la boda y el torneo se convierte en el pretexto para que se inicie la Segunda Rebelión Fuegoscuro, donde se habían reunido muchos de los seguidores del dragón negro.[8]

## Otras lecturas
- ↑ Dunk & Egg Ride Again (6 de febrero de 2015) Not A Blog
- ↑ Dunk and Egg (13 de abril de 2014) Not A Blog
- ↑ El Caballero de los Siete Reinos (24 de agosto de 2015) Dorian Gray BD
- ↑ Dunk and Egg (13 de abril de 2014) Not A Blog

- Martin, George R. R. (1996). «Appendix: The Old Dynasty: House Targaryen». A Game of Thrones. ISBN 978-0-553-89784-5.

- Martin, George R. R. (1998). «The Hedge Knight». Legends. pp. 485-486. ISBN 978-1-429-96657-3.

- Martin. «The Hedge Knight». Legends. p. 500.

- Martin. «The Hedge Knight». Legends. p. 504.

- Datos: Q130300250